# Sonata per a piano en si menor (Liszt)

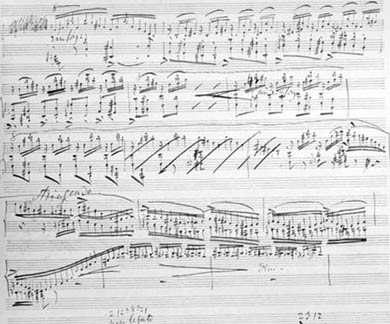
Fragment de la p. 9 del manuscrit original de la 'Sonata en si menor.

La Sonata per a piano en si menor, S.178, és una obra per a piano sol composta per Franz Liszt. Liszt la va dedicar a Robert Schumann, com a resposta al fet que Schumann li havia dedicat la seva Fantasia en do, op. 17 (1836). És considerada com una de les grans peces per a piano i també com una de les més difícils. És una de les obres clau per a piano del Romanticisme; el musicòleg Alan Walker, biògraf i expert sobre Liszt, afirma que "sens dubte una de les més grans obres per a teclat ... del segle XIX".
La Sonata en si menor va ser composta entre 1852 i 1853, tot i que havia compost una versió anterior el 1849; va aparèixer publicada el 1854 per Breitkopf & Härtel. Liszt va deixar anotat en el manuscrit de la sonata que la va acabar el 2 de febrer de 1853. En públic no es va arribar a interpretar fins al 27 de gener de 1857, a Berlín, i el pianista fou l'alumne de Liszt, Hans von Bülow, que era també el seu gendre. Inicialment, va rebre molta atenció especialment per la seva aportació formal; va ser atacada per grans crítics, de caràcter més conservador, com Hanslick, Brahms –que, es diu, va quedar adormit durant la interpretació de l'obra del mateix Liszt– o Anton Rubinstein. D'altres. com Richard Wagner, va expressar el seu entusiasme. En el diari alemany Nationalzeitung hi havia una crítica cap a la sonata i feia "una invitació a xiular-la trepitjar-la".
Juntament amb els dotze Études d'exécution transcendante i la sèrie dels Années de pèlerinage, la Sonata en si menor forma part de les grans peces per a piano sol del compositor i també contribueix a renovar el gènere de les sonates. Al contrari que en obres més coloristes i assequibles, com les Rapsòdies hongareses, o que altres peces més petites, com Liebesträume, aquesta imponent sonata, que dura al voltant de mitja hora, és al mateix temps "fosca" i d'una gran dificultat interpretativa.

## Anàlisi musical

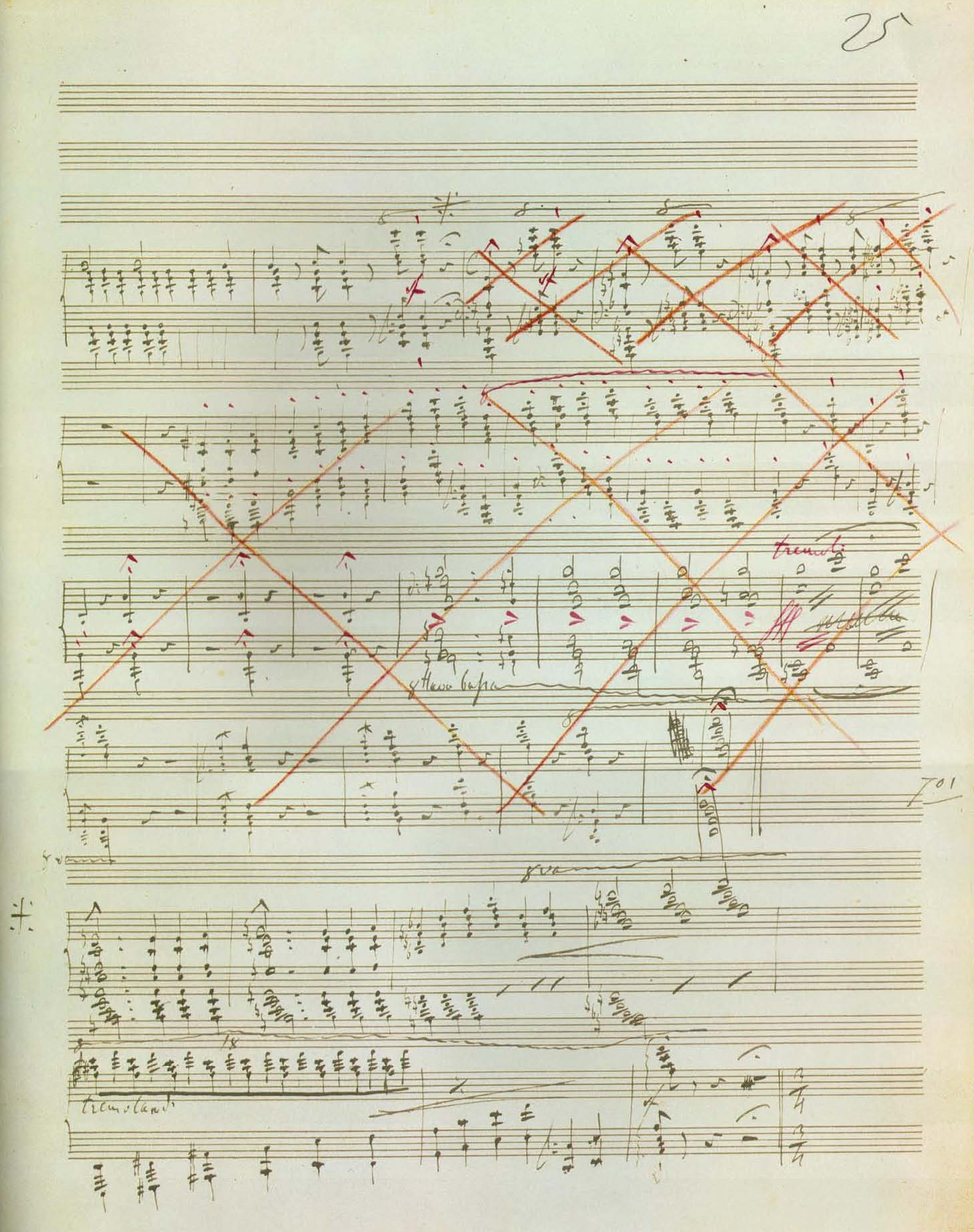
Pàgina 25 del manuscrit. La gran part ratllada en vermell conté el final original.

L'obra és notable per estar escrita a partir d'un petit nombre de motius que s'entrellacen en una enorme arquitectura musical. Cada motiu és contínuament transformat al llarg de la peça, d'acord amb les tendències musicals del moment. Un tema que pugui sonar amenaçant i violent es transforma i passa a ser una bella melodia. Aquesta tècnica ajuda a unir l'estructura extensa de l'obra amb una unitat senzilla de cohesió, encara que el poder d'arquitectura del músic necessita estar altament desenvolupada per aconseguir-ho durant una interpretació.
A grans trets, la sonata presenta quatre moviments, tot i que no hi ha cap pausa entre ells. Més enllà dels quatre moviments hi ha l'estructura d'una gran sonata, encara que els inicis i finals del desenvolupament tradicional i la secció de recapitulació són, des de fa temps, causa de debat. Molts analistes estan d'acord que el desenvolupament comença amb la secció lenta i la recapitulació amb la fuga scherzo. Quant a l'ús d'aquesta estructura, Liszt va estar influenciat per la Wanderer-Fantasie de Franz Schubert, una obra que admirava, que es tocava sovint i que també estava arranjada per a piano i orquestra. Schubert també va usar molt pocs elements musicals per crear una extensa obra en quatre moviments, i el quart moviment és com una fuga. Ja el 1851, Liszt va experimentar amb una forma no programàtica de "quatre moviments en un" i en una llarga peça per a piano sol, anomenada Concerto pathétique. Aquest obra, va ser publicada el 1865 com una versió per a dos pianos i mostra una relació temàtica amb la Sonata en si menor i amb la posterior Simfonia Faust. Hi ha que veuen en la sonata una Simfonia Faust per a piano, on cadascuna de les parts representarien a Faust, Gretchen i Mefistòfil, respectivament. Altres analistes es refereixen al mite del Paradís, en el qual les parts serien Adam, Eva i la Serp; mentre que la secció grandioso representaria la creu redemptora.
El final tranquil de la sonata podria haver estat una ocurrència tardana de Liszt; ja que el manuscrit original disponible a la Biblioteca i Museu Morgan de Nova York conté un final amb el que l'obra acabava molt més sonorament.

### Estructura, temes i motius
També es pot dividir l'obra en tres parts:
- Una mena d'introducció i exposició en la qual es presenten els temes i es desenvolupen (Lent assaio - Allegro energico - Grandioso).
- Una secció central més lenta (compassos del 331 al 460) (Andante sostenuto).
- Un retorn de la part inicial, que finalment desemboca en un coda (Allegro energico).

El nombre dels temes varien, depenent dels analistes, de tres a sis:
- El tema H és l'escala zíngara i frígia descendent (sol-fa#-mi-re#-do-si-la#-sol) i apareix en tota la peça.
- El tema A, ple de força i fogositat, és el tema de Faust (sol-sol-la#-si-re-do#-si-sol#-mi).
- El tema B respon immediatament a l'anterior de manera sarcàstica (sol-sol-sol-sol-fa#-mi-do-si).
- El tema G del grandioso podria ser una variant del tema B o un motiu original (la-la-la-si-si).
- El tema C, del cantante expressivo, és amb tota versemblança una variació suavitzada del tema B, convertit en nocturn (fa#-fa#-fa#-fa#-mi-re-sol-fa#-fa#-si).
- El tema An del Andante sostenuto és original i es correspon amb el tema (do-fa#-re-do-si-la-sol-la-sol-fa#-sol-re-do-do).

Pel que fa als motius Michael Saffle, Alan Walker, i altres sostenen que el primer motiu apareix en el començament mateix de la peça fins al compàs 8; el segon apareix en el compàs 9 fins a 12; el tercer entre les mesures 13 a 17; el quart i cinquè motius apareixen més tard, en les mesures 105-108 i 327-338, respectivament.

### Lento assai - Allegro energico - Grandioso
La sonata comença amb un sol, el més greu del teclat, des d'on es continua la llarga exposició del tema H, primer en mode frigi i després en mode zíngar. Aquest lento assai de dotze compassos suposa una mena de "pujada del teló". A aquesta obertura, que dura des del compàs 12 fins al 32, li succeeix l'exposició simple, potser austera, dels temes A i B. Sense acompanyaments ni floritures, la mà esquerra segueix a la dreta en el tema A i enuncia sola el tema B. D'aquesta manera es fixen els dos elements principals: un, arrabassat i abrupte, s'estén per un espai de quatre octaves; l'altre, "mefistofèlic", expressa el sarcasme mitjançant les notes repetides.
Al final de l'exposició es veu venir una "lluita a mort" que dura fins al Grandioso entre els dos temes. Primer hi ha un moviment ascendent, com panteixant, que porta fins a una disputa confusa i tempestuosa en la que s'entrexoquen els dos temes (amb una tonalitat desesperadament tràgica). A continuació, després d'arribar al seu punt culminant, la pujada finalitza i el moviment és descendent per formar una espècie de magma sonor compost de parts tant del tema A com del B. Segueix amb una nova escalada cap al so agut en el qual ja domina el tema A, en el compàs 82. Aquí s'enuncien i es modulen en un cànon que es va accelerant per moments. Un cop assolit el zenit, el tema A s'esvaeix en arpegis i cau sobre un la repetit de manera insistent, mentre que es perceben des del fons del teclat ressons del tema H. Tot això no és sinó el preludi de l'entrada d'un nou tema, el grandiós G, radiant de majestuositat i força i en el qual una breu frase permet aclarir la fosca atmosfera anterior.
En el compàs 119 s'emprèn un nou desenvolupament amb un estil de nocturn. El tema A apareix acompanyat de la indicació Dolce con grazia, en lànguids arpegis. Després d'un breu moment de rebel·lió en el compàs 153, segueix el tema B per formar el que alguns consideren com un tema afegit, el tema C, que es desenvolupa dolçament amb tresets. Aquest breu moment de calma precedeix a una nova secció que alguns qualifiquen com l'inici de la segona part de la sonata. L'antagonisme primitiu entre els temes A i B s'expressa amb violència. Tot i ser un episodi més calmat, el desordre persisteix i dirigeix l'oient cap a una nova interpretació del tema G, que cedeix el protagonisme al tema B. Aquest últim va apaivagant-se a poc a poc sota el nou impuls del tema A, abans d'arribar a un moment pianissimo (ppp).

### Andante sostenuto
Després d'una primera part agitada ve la intervenció del tema A (compàs 331); l'atmosfera té semblança amb altres obres de Liszt com la "Bénédiction de Dieu dans la solitude" de les Harmonies poétiques et religieuses o "Sposalizio" de l'obra Deuxième Année de Pèlerinage: Italie. Aquest tema s'enuncia amb una puresa cristal·lina que recorda a Margarida per aquells que la relacionen amb la Simfonia Faust. Aquest tema és bastant curt i només ocupa les parts exteriors de la secció. El tema C, dolcissimo amb un sentiment íntim (compàs 349) i el tema D, més potent i turmentat que altres, s'insereixen entre les dues exposicions del tema A. Cal assenyalar, davant de la repetició d'aquest tema, l'existència d'una escala gairebé per tons que s'interpreta amb una simplicitat i una voluptuositat extrema. Tot aquest breu episodi conclou amb un fa sostingut repetit i que sona amenaçador, insistent i molt pianissimo (ppp).

### Allegro energico
La tercera part comença amb una fuga «maquiavèl·lica» en el compàs 460 que no augura res de bo. Es basa al mateix temps en els temes A i B, encara que sembla que el B és el tema dominant. Tot l'acarnissament d'aquest s'expressa mitjançant cromatismes sarcàstics en un greu sotto voce. L'exposició a tres veus accentua la burla al tema A. Un crescendo es forma mentre arriba una reexposició. Aquesta reexposició resumeix d'alguna manera tot el camí precedent i reprèn tots els temes: A i B en la seva lluita tempestuosa de l'inici; el tema H, amb notes repetides (compàs 555); els temes A i B barrejats de nou; el tema G més ampli i més grandiós que mai (compàs 600); i el tema C, la suposada variant del B, amb la seva forma de nocturn, en el compàs 616. Després del tema B sota la forma d'un tancament apareix el tema H en fortissimo que es desplega en octaves, després ve el tema A, juganer, per concloure amb el tema G, més poderós.
Liszt va dubtar molt sobre la fi que havia de donar-li a la peça. Al principi mantenia una amb el model que hi ha a Mazeppa («Cau per aixecar-rei»). No obstant això, la serietat d'una obra com la Sonata en si menor no afavoria aquesta opció. Finalment, Liszt va triar un final pudorós i recollit. Fa una reexposició del tema A, i just després retorna el tema B i, sobretot, el tema A d'una gran quietud que conclou en acords i una nota si final situada en la zona més greu del teclat.

## Crítiques
Clara Schumann, pianista i esposa de Robert Schumann, a qui està dedicada aquesta sonata, la trobava sinistra i se sentia «molt infeliç» quan l'escoltava interpretada per Johannes Brahms. Ella va anotar en el seu diari: "Què de soroll sense raó. Cap pensament sa, tot està enredat; ja ni tan sols es troba un encadenament harmònic clar."
En una carta a Franz Liszt datada el 5 d'abril de 1855, Richard Wagner no va escatimar en elogis sobre la Sonata: "El meu molt estimat Franz! Vas estar a prop meu –la sonata és indescriptiblement bella, grandiosa, amable, profunda i noble– sublim, com tu. La sonata m'ha arribat al més profund d'una sola vegada, tota la misèria de Londres queda oblidada." L'objectivitat d'aquest comentari està òbviament condicionada per la profunda amistat que unia a tots dos compositors.
Richard Strauss, dirigint-se al gran pianista Wilhelm Kempff el 1948, ret homenatge a la Sonata en si menor i al seu autor: "Si Liszt només hagués escrit aquesta Sonata en si menor, gegantina obra sortida d'una sola cèl·lula, aquesta obra hauria estat suficient per demostrar la força del seu esperit."

## Discografia
Entre els enregistraments més cèlebres de la Sonata en si menor de Liszt, cal destacar les de Claudio Arrau (1970, 1985); Sviatoslav Richter (1965), Martha Argerich (1971) i Krystian Zimerman (1991). L'obra, una de les més tocades del compositor hongarès, ha estat gravada una gran quantitat de vegades tant en estudi com en concert, per artistes com Alfred Cortot (1929), Emil Gilels, Vladimir Horowitz (1932 i 1976), Alfred Brendel (1963, 1981, 1991), Maurizio Pollini (1989) i Marc-André Hamelin (2010).